# Liste der Flughäfen auf den Philippinen
Diese Liste stellt eine Übersicht der wichtigsten Flughäfen im Gebiet der Philippinen (Ozeanien) dar.

## International
- Bohol (TAG)
- Cebu (CEB)
- Clark (CRK)
- Davao (DVO)
- General Santos (GES)
- Iloilo (ILO)
- Kalibo (KLO)
- Lal-lo (LLC)
- Laoag (LAO)
- Manila (MNL)
- Puerto Princesa (PPS)
- Subic Bay (SFS)
- Zamboanga (ZAM)

## Regional
- Bacolod–Silay Airport (BCD)
- Bancasi Airport (BXU)
- Busuanga Airport (USU)
- Laguindingan Airport (CGY)
- Cotabato Airport (CBO)
- Dipolog Airport (DPL)
- Sibulan Airport (DGT)
- El Nido Airport (ENI)
- Legazpi Airport (LGP)
- Flughafen Naga (WNP)
- Pagadian Airport (PAG)
- Roxas Airport (RXS)
- San Jose Airport (SJI)
- Flughafen Tacloban (TAC)
- Tuguegarao Airport (TUG)

## Militär
- Edwin Andrews Air Base (RPMZ)
- Atienza Air Base (RPLS)
- Basa Air Base (RPUF)
- Bautista Air Base (RPVP)
- Camp Capinpin Airfield (RPLM)
- Clark Air Base (RPLC)
- Fernando Air Base (RPUL)
- Lumbia Air Base (RPML)
- Mactan Air Base (RPVM)
- Rajah Buayan Air Base (RPMB)
- Rabina Air Base (RPLQ)
- Villamor Air Base (RPLL)
- Fort Magsaysay Airfield (RPLV)
- Rancudo (Pag-asa) Airfield (RPPN)
- Tarumpitao Point Airfield (RPTP)